# Joyce Bates-Fair
Joyce Bates-Fair (ur. 16 lutego 1977) – amerykańska lekkoatletka specjalizująca się w krótkich biegach płotkarskich, mistrzyni świata juniorów z Sydney (1996), w biegu na 100 m przez płotki.
W 2002 r. została zdyskwalifikowana za stosowanie niedozwolonych środków dopingujących.

## Sukcesy sportowe
- halowa mistrzyni NCAA w biegu na 60 m ppł – 1999
- mistrzyni NCAA w biegu na 100 m ppł – 2000[2]
- halowa wicemistrzyni NCAA w biegu na 60 m ppł – 2000

| Rok  | Miasto | Zawody                      | Konkurencja       | Wynik       |
| ---- | ------ | --------------------------- | ----------------- | ----------- |
| 1996 | Sydney | mistrzostwa świata juniorów | bieg na 100 m ppł | złoty medal |

## Rekordy życiowe
- bieg na 100 m – 11,85 – Houston  06/06/2003
- bieg na 100 m przez płotki – 12,85 – Durham 03/06/2000
- bieg na 60 m (hala) – 7,43 – Fairfax 22/02/1997
- bieg na 55 m przez płotki (hala) – 7,58 – Gainesville 20/02/1999
- bieg na 60 m przez płotki (hala) – 7,99 – Fayetteville 10/03/2000